# Liste der Alarm-für-Cobra-11-Figuren

Logo von 1998 bis 2013

Logo von 2014 bis 2019

In der Liste der Figuren aus Alarm für Cobra 11 werden alle Figuren aus Alarm für Cobra 11 – Die Autobahnpolizei aufgeführt.

## Kriminal(haupt)kommissare

### Übersicht
Vinzenz Kiefer und Daniel Roesner hatten bereits in früheren Folgen Auftritte in anderen Rollen. Rainer Strecker hatte 2019 einen Auftritt in einer anderen Rolle.
| Darsteller        | Rollenname                            | Folgen        | Staffel    | Zeitraum            |
| ----------------- | ------------------------------------- | ------------- | ---------- | ------------------- |
| Rainer Strecker   | Ingo Fischer †                        | 1–2 a         | 1          | 1996                |
| Johannes Brandrup | Frank Stolte                          | 1–9 310       | 1 40       | 1996 2016           |
| Erdoğan Atalay    | Semir Gerkhan                         | 3– c          | 1–         | 1996–               |
| Mark Keller       | André Fux †                           | 10–47 b 254   | 2–6 34     | 1997–1999 2013      |
| René Steinke      | Tom Kranich †                         | 48–97 126–158 | 7–13 17–21 | 1999–2003 2005–2007 |
| Christian Oliver  | Jan Richter                           | 98–125        | 14–16      | 2003–2004           |
| Gedeon Burkhard   | Chris Ritter †                        | 158–179       | 21–23      | 2007–2008           |
| Tom Beck          | Ben Jäger                             | 180–260 355   | 24–34 46   | 2008–2013 2019      |
| Vinzenz Kiefer    | Alexander „Alex“ Brandt, geb. Rickert | 261–291 d     | 35–38      | 2014–2015           |
| Daniel Roesner    | Paul Renner                           | 292–364       | 39–46      | 2016–2019           |
| Pia Stutzenstein  | Victoria „Vicky“ Reisinger            | 365–          | 47–        | 2020–               |

### Ingo Fischer
Kriminalhauptkommissar Ingo Fischer war der Partner von Frank Stolte, wurde aber bereits in der zweiten Folge erschossen.

### Frank Stolte

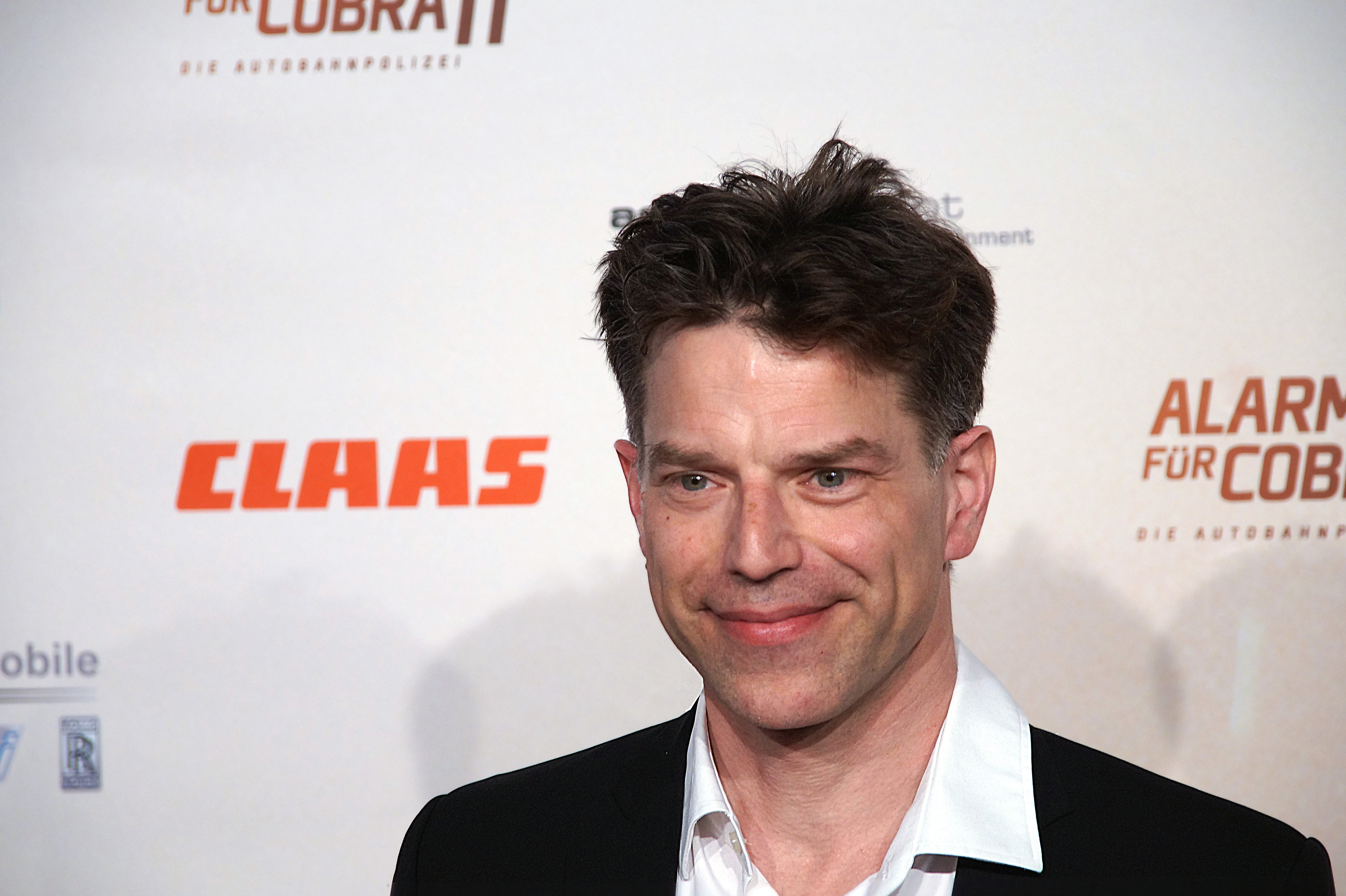
Johannes Brandrup (Frank Stolte)

Kriminalhauptkommissar Frank Stolte war der Partner von Ingo Fischer. Er kam von der GSG9, wo er ohne Schussbefehl einen Terroristen erschossen hat. Das Gericht sprach ihn zwar frei, aufgrund des Drucks der Medien verließ der den BGS und kam zur Autobahnpolizei. Frank musste nach dessen Tod schwer gegen die Differenzen mit seinem darauffolgenden Partner Semir ankämpfen. Ab 1997 tauchte er ohne Erklärung nicht mehr auf.
In Folge 310 Risiko kam es zum Wiedersehen mit Semir, als Frank zurück in Deutschland den vermeintlichen Tod eines Kollegen in der Nähe von Mostar aufzuklären versuchte und dabei kriminelle Machenschaften seines letzten Arbeitgebers aufdeckte. Dabei erfährt man, dass er zum BKA wechselte und später in die Privatwirtschaft. Er war in verschiedenen Krisengebieten tätig, zuletzt für ein Privatunternehmen bei der Räumung von Landminen in Bosnien-Herzegowina.

### Semir Gerkhan

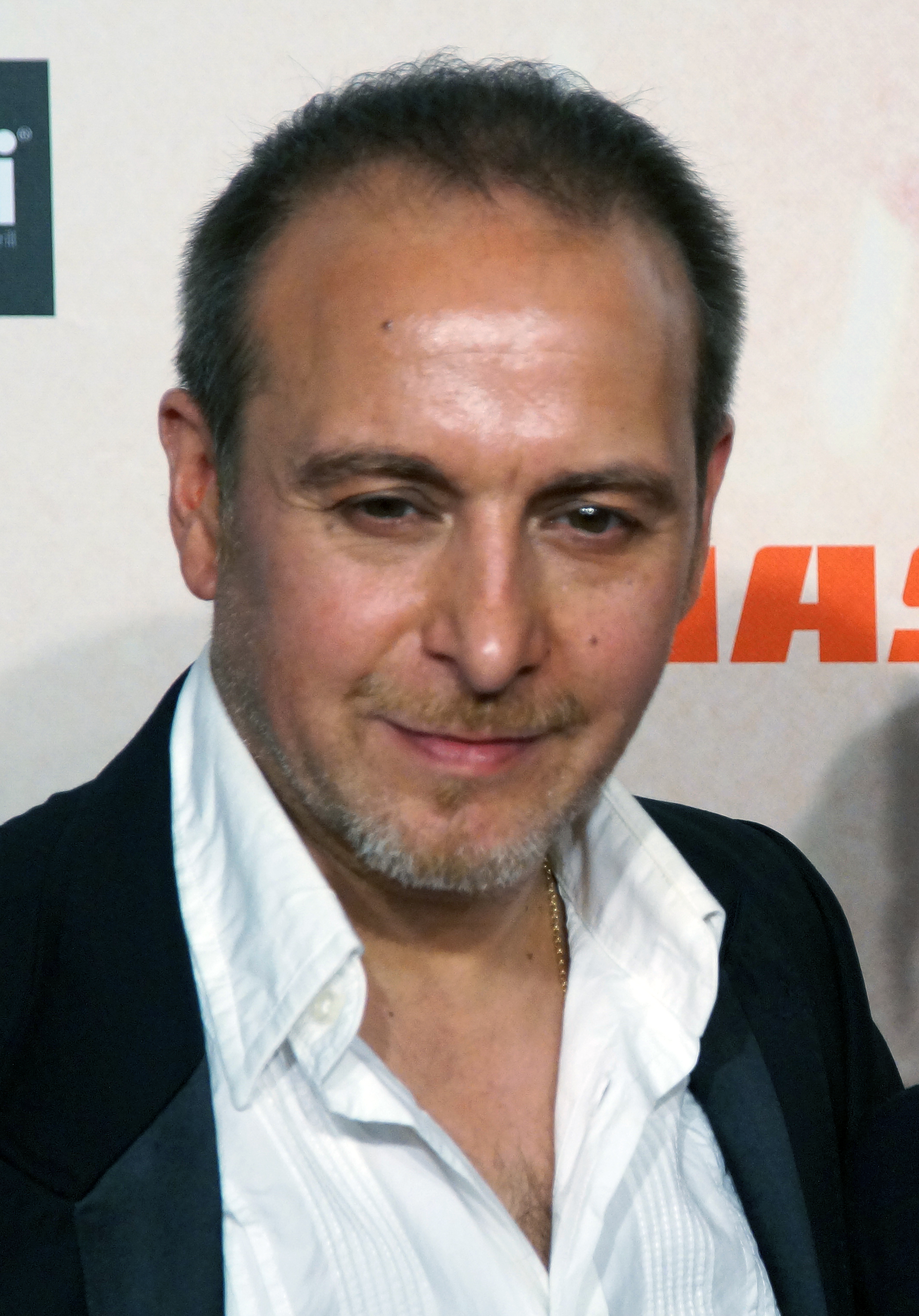
Erdogan Atalay (Semir Gerkhan)

Kriminalhauptkommissar Semir Gerkhan (* 2. Februar 1969 in Istanbul) ist seit Folge 3 dabei. Drei seiner Partner sind mittlerweile ums Leben gekommen, bei den anderen weiß man teilweise nichts über ihre Ausstiegsursachen. Semir wuchs in Köln-Kalk auf und war in seiner Jugend kriminell, bereits im Alter von 13 Jahren stahl er Autos. Auch zerstörte dies die Freundschaft seiner ehemaligen Clique, die Jugendhaftstrafen absaßen. Als er Polizeibeamter wurde, zerstritt er sich mit seinem Vater. Außerdem hat er einen Bruder namens Kemal. In Episode 116 (2004; Für immer und ewig) heiratet er die damalige Dienststellensekretärin Andrea Schäfer und hat mit ihr mittlerweile zwei Töchter. In Folge 223 (2011; 72 Stunden Angst) erfährt Semir, dass er eine weitere Tochter aus einer Affäre von vor über 11 Jahren hat.
Er ist zwischenzeitlich stellvertretender Leiter der Autobahnpolizeiwache.
Semir Gerkhan ist dafür bekannt, dass er seinen silbernen 3er BMW in fast jeder Folge zu Schrott fährt. Trotz aller waghalsigen Manöver und Unfälle trägt Semir selten gravierende Verletzungen davon. In Folge 111 (2004; Sabotage) und 250 (2013; Freunde fürs Leben) haben seine Autounfälle jedoch Kopfverletzungen mit einem mehrtägigen Koma zur Folge. In Folge 239 (2012; Engel des Todes) lässt sich Semir aus privaten Gründen in den Innendienst versetzen, welcher früher von ihm als Strafe angesehen wurde.
Als Ben Jäger aber bei einem aktuellen Fall auf seine Hilfe angewiesen ist, kehrt er in das Cobra-11-Team zurück. In der Herbststaffel 2013 verließ Andrea ihn mitsamt den Kindern, und er war eine Zeit lang nicht mehr er selbst. Auch nach dem Ben Jäger das Team verlassen hat, machte ihn für eine lange Zeit unberechenbar. Erst als Alex Brandt in das Cobra 11-Team kommt und den aktuellen Fall der Frühlingsstaffel 2014 mit ihm nach anfänglichen Problemen bewältigt, findet er wieder das Selbstvertrauen.
Seit der Folge 1983 sind er und Andrea geschieden, teilen sich aber das Sorgerecht um ihre Kinder und bleiben auf freundschaftlichem Weg in Kontakt. Seit der Folge Die letzte Nacht in der Herbststaffel 2014 ist Semir wieder mit Andrea zusammen, verlobt sich mit ihr in der Folge Gefangen (316) und heiratet sie erneut in der Folge Jenseits von Eden.
Seit dem Herbstfinale 2014 und nach dem Tod der Eltern Danas ist nun Semir für Dana alles was sie noch hat. Nachdem Paul Renner das Team verlassen hat, erfährt Semir, dass seine Mutter Selma in der Türkei im Gefängnis sitzt und er macht sich auf dem Weg dorthin, um ihr zu helfen. Mit seiner Mutter hatte er sich erst kurz zuvor nach mehr als 26 Jahre Funkstille wieder versöhnt. Erst nach vielen Monaten kehrt er mit seiner Mutter nach Deutschland zurück und stellt fest, dass sich auf seiner Dienststelle vieles verändert hat. In einem fast komplett neuen Team wird Vicky Reisinger seine neue Partnerin für die Ermittlungen der Kriminalfälle. Andrea ist mit Ayda und Lilly nach Kopenhagen gezogen und inzwischen wieder von Semir geschieden. Semir ist nun mit der Ärztin Dr. Bianca Kessler in einer Beziehung.
| Darsteller            | Rollenname         | Folgen | Rolle           |
| --------------------- | ------------------ | --- | --------------- |
| Mürtüz Yolcu          | Hassan Gerkhan     | 26 | Semirs Cousin   |
| Ramazan Bulut         | Erkan Düc          | 83 | Semirs Cousin   |
| Fahri Yardım          | Aladdin Gerkhan    | 213 | Semirs Cousin   |
| Erdal Kacar           | Kemal Gerkhan      | 213 | Semirs Bruder   |
| Leonardo Nigro        | Kemal Gerkhan      | 326, 352, 355                                                                                                  | Semirs Bruder   |
| Nicole Rusz           | Ayda Gerkhan       | 240, 245, 249, 253–254, 258                                                                                    | Semirs Tochter  |
| Pauletta Pollmann     | Ayda Gerkhan       | 271, 276, 279, 281, 283, 291–292, 297–298, 303, 311, 318, 325–326, 331–332, 334, 340, 342, 347, 363–364        | Semirs Tochter  |
| Serkan Kaya           | Ismet Gerkhan      | 243 | Semirs Cousin   |
| Emma Helm             | Lilly Gerkhan      | 236, 249, 254, 258, 271, 279, 281, 283, 291–292, 297, 311, 318, 326, 331–332, 334, 340, 342, 347, 355, 363–364 | Semirs Tochter  |
| Lucia Yara Esen       | Lilly Gerkhan      | 253 | Semirs Tochter  |
| Arzu Bazman           | Ilyada Gerkhan     | 263 | Semirs Cousine  |
| Zoran Pingel          | Mica               | 326 | Semirs Neffe    |
| Özay Fecht            | Selma Gerkhan      | 355, 363–365, 367–369, 378                                                                                     | Semirs Mutter   |
| Mohammad-Ali Behboudi | Ömer Gerkhan       | 355 | Semirs Onkel    |
| Yasmina Djaballah     | Dr. Bianca Kessler | 371, 376– | Semirs Freundin |

### André Fux

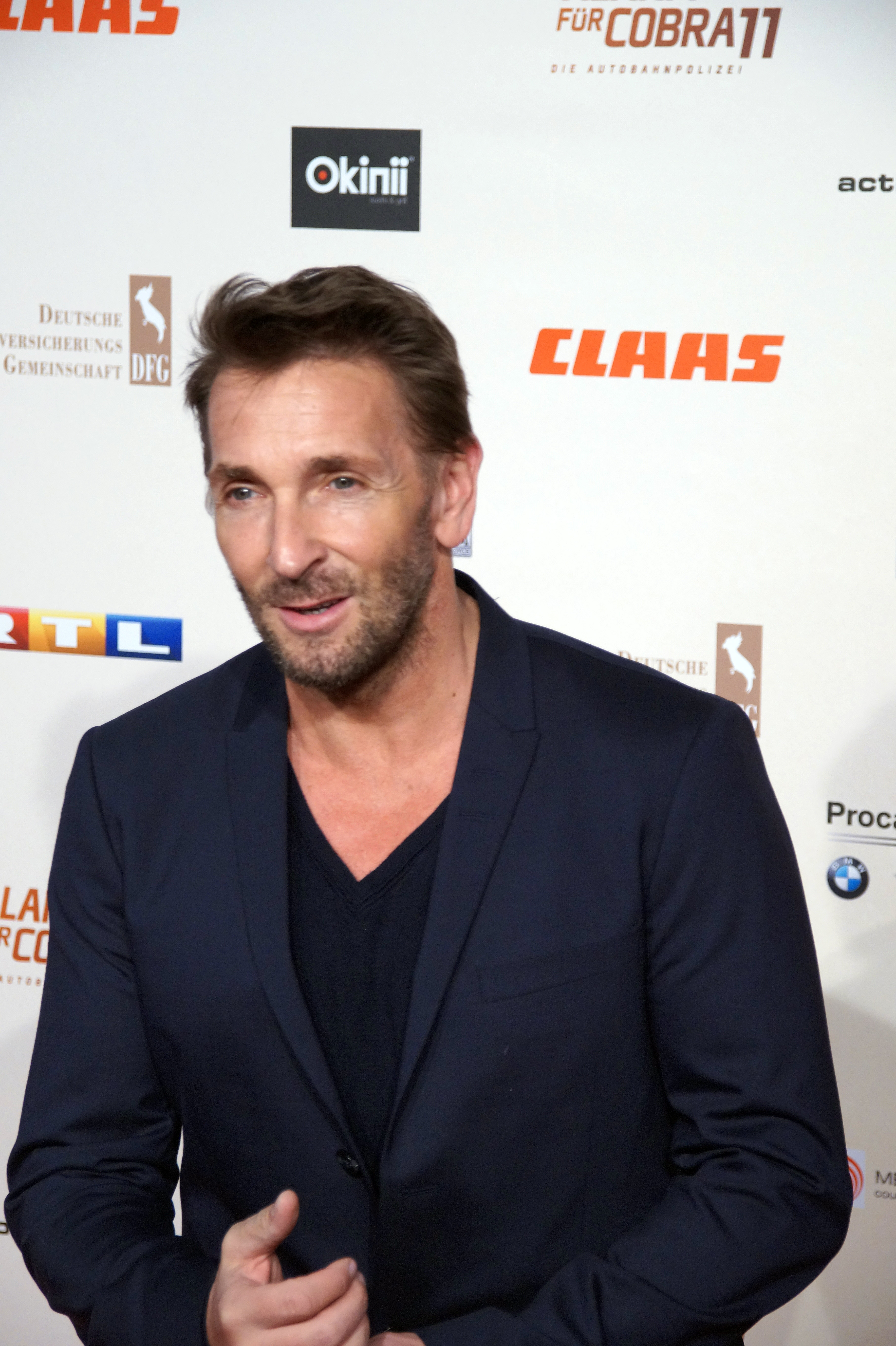
Mark Keller (André Fux)

Kriminalhauptkommissar André Fux kam 1996 nach Frank Stoltes Ausstieg zur Autobahnpolizei. Er hatte den schwarzen Gürtel in Karate und daher besonders herausragende Fähigkeiten im waffenlosen Kampf. Im Jahr 1999 wurde André durch einen Harpunenschuss auf Mallorca verwundet. Daraufhin fällt er aus dem Boot, geht unter und wird seitdem vermisst. In Folge 254 wird bekannt, dass Fux von einem Fischer gefunden wurde. Er begann ein neues Leben und ermittelte Undercover beim BKA. Im Laufe der Folge wird auch bekannt, dass seine Frau und seine 5-jährige Tochter 2009 bei einem Autobombenanschlag ums Leben kamen, der ihm gegolten hatte. Seitdem jagte er die Mörder seiner Familie. Am Ende der Pilotfolge der 34. Staffel, richtete er seine letzten Worte „Wir sehen uns, mein Freund“ an seinen früheren Kollegen Semir, der ihn nicht mehr festhalten konnte, wodurch Fux eine Klippe hinunterstürzte. Eine Leiche wurde allerdings auch diesmal nicht gefunden. Von seinem Tod wird zwar ausgegangen, aber er könnte theoretisch auch in den Tiefschnee gefallen sein und so überlebt haben.

### Tom Kranich
Kriminalhauptkommissar Tom Kranich (* 14. Juni 1963 in Düsseldorf) kam 1999 zur Kripo Autobahn und war der Nachfolger von Kriminalhauptkommissar André Fux. Er hat eine Schwester, die in der Folge 67 Zwischen allen Stühlen auftrat. Sein Vater ist erfolgreicher Nachtclubbesitzer in Köln.
Nachdem Semir Gerkhan die Trauer über den Verlust seines Kollegen André Fux überwunden hatte, entwickelte sich zwischen ihm und Tom Kranich eine echte Männerfreundschaft. Später waren sie auch außerhalb des Berufs beste Freunde. In Episode 97 Abschied musste Tom einen schweren Schicksalsschlag verkraften, als seine damalige schwangere Lebensgefährtin Elena Krüger durch eine Autobombe, welche für ihn bestimmt war, ums Leben kam. Daraufhin ließ er sich für 2 Jahre beurlauben.
Nach zwei Jahren kehrte Tom Kranich auf Bitten seines Kollegen Semir Gerkhan in der Episode 126 Comeback wieder in den Dienst als Autobahnpolizist zurück. Zunächst wollte er nur bei einem Fall helfen, entschied sich aber dann in sein altes Leben zurückzukehren und nicht zu kündigen. In Folge 158 geriet Tom in einen Hinterhalt und wurde erschossen.
| Darsteller       | Rollenname     | Folgen | Rolle          |
| ---------------- | -------------- | ------ | -------------- |
| Anja Knauer      | Nadja Kranich  | 67     | Toms Schwester |
| Ursula Buschhorn | Elena Krüger † | 96–97  | Toms Freundin  |
| Jürg Löw         | Frank Kranich  | 153    | Toms Vater     |

### Jan Richter
Kriminalkommissar Jan Richter war ursprünglich beim Diebstahldezernat. In der 98. Folge Feuertaufe traf Semir, welcher auf der Suche nach einem neuen Partner war, zufällig auf Jan. Da die Zusammenarbeit gut funktionierte, entschied sich Jan, zur Autobahnpolizei zu wechseln und wurde so zu Semirs Partner. Jan war außerdem Semirs Trauzeuge, als dieser Andrea Schäfer in Folge 116 heiratet. Für Jans Abgang gibt es keine wirkliche Erklärung. In der letzten Folge der 7. Staffel überlebt er einen Undercover-Einsatz nur knapp. Dort stürzte seine große Liebe mit ihrem Bruder absichtlich mit einem Wagen in einen Abgrund. Darauf lässt sich schließen, dass er den Job deswegen an den Nagel gehängt hat. Namentlich erwähnt wird er nur noch in der darauffolgenden Episode (Folge 126 – Comeback).
| Darsteller    | Rollenname       | Folgen | Rolle          |
| ------------- | ---------------- | ------ | -------------- |
| Astrid Posner | Katja Baumeister | 98     | Jans Schwester |
| Melina Hennen | Lilly Baumeister | 98     | Jans Nichte    |

### Chris Ritter
Kriminalhauptkommissar Chris Ritter ist Toms Nachfolger. Er war verdeckter Ermittler beim LKA – Dezernat 60. Während eines Auftrags wurde er von Gangsterbossen entlarvt und fast zu Tode gefoltert. Als ihn seine Kollegen fanden, war er schon halb tot. Er kehrte nach Hause zurück, war aber nicht mehr der Mensch, der er früher war, woran auch seine Ehe zugrunde ging. Er hat eine Tochter und einen Sohn, für die er jedoch nicht viel Zeit hat. Er hat eine in London lebende Schwester, die einen Gastauftritt in der Serie hat. In der Folge Leben und leben lassen wird sie anstelle von Chris entführt und soll für illegalen Organhandel missbraucht werden. Nach der Folge bessert sich das Verhältnis zwischen beiden, nachdem seine Schwester ihm zwei Jahre jeglichen Kontakt verwehrt hatte.
In der Folge Auf Leben und Tod ermittelt er als Mark Jäger wieder verdeckt. Zuerst sieht es so aus, als ob „Mark Jäger“ Tom umgebracht hätte. Chris kann Semir jedoch von seiner Unschuld überzeugen. Gemeinsam jagen sie daraufhin Toms wahren Mörder, welcher schließlich bei einem Schusswechsel ums Leben kommt. Da dieser Fall das öffentliche Interesse weckt und Bilder von Chris in den Medien gezeigt werden, kann er fortan nicht mehr als verdeckter Ermittler arbeiten und wechselt zur Autobahnpolizei.
Zunächst hat er jedoch große Probleme, wieder wie ein normaler Polizist zu ermitteln. Er macht viele Alleingänge und seine Methoden, jemanden zu verhören, sind für einen Polizisten unqualifiziert. Zudem fällt es ihm anfangs schwer, Semir zu vertrauen. Später raufen sich die beiden jedoch zusammen und werden auch privat Freunde. Allerdings war diese Freundschaft bei weitem nicht so eng, wie bei Semirs vorherigen Partnern, da Chris aufgrund seiner Erlebnisse ein schweres Trauma bis zu seinem Tod mit sich trägt. Ritter wird in der Folge „Unter Feinden“ bei dem Versuch, eine ehemalige Freundin zu retten, aus einem Helikopter heraus erschossen. Er starb in den Armen der Freundin.
| Darsteller           | Rollenname      | Folgen       | Rolle            |
| -------------------- | --------------- | ------------ | ---------------- |
| Andrea Suwa          | Bea Ritter      | 159–160, 165 | Chris’ Ex-Frau   |
| Benjamin Felix Meyer | Frederic Ritter | 165          | Chris’ Sohn      |
| Carolin Imcke        | Kathrin Ritter  | 166          | Chris’ Tochter   |
| Isabelle Weiß        | Kathrin Ritter  | 173          | Chris’ Tochter   |
| Alissa Jung          | Janine Ritter   | 176          | Chris’ Schwester |

### Ben Jäger

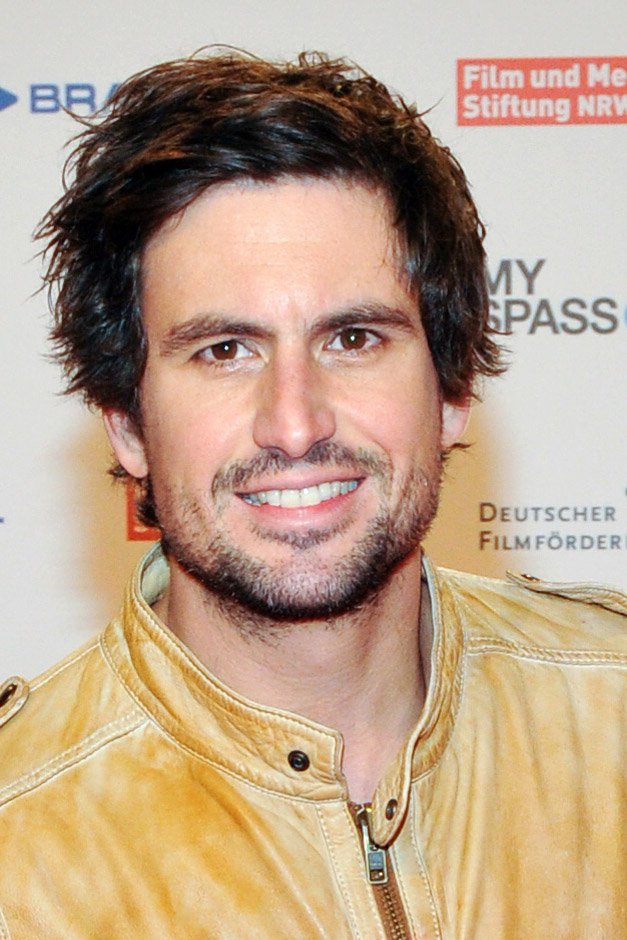
Tom Beck (Ben Jäger)

Kriminalhauptkommissar Ben Jäger sieht die Autobahnpolizei zunächst nur als Ebene auf seiner Karriereleiter an, muss seine Meinung aber später revidieren. Nach anfänglichen Differenzen mit seinem Partner Semir entwickelt sich zwischen beiden eine enge Freundschaft. Ben stammt aus einer Millionärsfamilie und hat eine jüngere Schwester namens Julia. Zu seinem Vater, einem Bauunternehmer hat er ein schwieriges Verhältnis, da dieser ihn lieber als seinen Nachfolger in der Firma sehen würde. Nachdem Ben in der Folge 190 (Die Braut) seine entführte Schwester rettet, bessert sich das Verhältnis zwischen Vater und Sohn jedoch. Ben ist sehr musikalisch und lebt den Rock ’n’ Roll. Außerdem fährt Ben einen Mercedes-Benz C 350, später einen Mercedes-Benz E 500 Coupe. Bens große Liebe Saskia wird in der Folge Schattenmann ermordet. Momentan ist Nina Becker seine Freundin, die in der Folge 260 „Einsame Entscheidung“ Semir beinahe fahrlässig umbringt, da dieser im verunfallten Fahrzeug des Mörders von Beckers Vater liegt, worauf sie als Rache den Mörder töten will, indem sie das Auto explodieren lässt. Ben verhindert dies in letzter Sekunde, indem er Nina anschießt. Daraufhin quittiert er seinen Dienst, weil er keine schweren Entscheidungen mehr treffen will. Er nimmt einen Plattenvertrag an und geht in die USA. In Folge 355 taucht er zu Semirs 50. Geburtstag auf. Er hilft Paul, Semir aus einer Krise zu holen.
| Darsteller               | Rollenname       | Folgen   | Rolle          |
| ------------------------ | ---------------- | -------- | -------------- |
| Simone Hanselmann        | Saskia Ehrbach † | 183      | Bens Freundin  |
| Joyce Ilg                | Julia Jäger      | 190      | Bens Schwester |
| Max Volkert Martens      | Konrad Jäger     | 190, 229 | Bens Vater     |
| Anna Julia Kapfelsperger | Nina Becker      | 257–260  | Bens Freundin  |

### Alex Brandt
Alexander „Alex“ Brandt war verdeckter Ermittler in der Drogenfahndung, bis man bei ihm Drogen fand und er verurteilt wurde. Nach zwei Jahren Haft wurde nachgewiesen, dass ihm dies angehängt worden war. Er boxte sich raus und startete den Polizeidienst neu. Staatsanwältin Schrankmann setzte ihn auf Semir Gerkhan an, denn dieser war nach der Trennung von Andrea nicht mehr er selbst. Er nimmt den Job an. In der Folge „Familienfest“ erfährt er durch einen flüchtigen Drogendealer über das Wort „Sampi“, jedoch kann Alex nichts damit anfangen. Auch er hatte private und dienstliche Probleme. Erst in der Folge „Tote kehren nicht zurück“ erfährt Alex, dass die Kollegen, die ihn ins Gefängnis gebracht haben, ihren Tod lediglich vorgetäuscht haben. Als Alex ein Mord angehängt wird, verdächtigt er seinen ehemaligen Partner Matz, der inzwischen mit seiner Ex-Freundin verlobt ist. Jedoch stellt sich heraus, dass Matz keinerlei Schuld trägt. Doch die ehemalige Chefin von Alex ließ dafür sorgen, dass Alex ins Gefängnis ging. Die korrupten Kollegen werden ermordet und die ehemalige Chefin von Alex verhaftet. Am Ende der Folge stellt sich heraus, dass es um eine Operation namens „Sampi“ ging und dass man sich um Alex Brandt kümmern soll. Im Pilotfilm der Herbststaffel 2014 findet Alex noch den Rest der Bande, die Schwerverbrecher zu Tode verurteilen.
Er wuchs zusammen mit drei anderen Pflegekindern bei seiner Pflegemutter „Anna“ auf. Sie nimmt auch den kleinen Felix aus dem Pilotfilm der Staffel 19 zu sich. Sein Dienstfahrzeug ist ein Mercedes-Benz CLA-Klasse. Seit Folge 286 („1000 Tode“) ist er mit der Rechtsmedizinerin Nela Stegmann liiert. Kurz darauf beenden sie die Beziehung, weil Nela ins Ausland geht und sie beide keine Fernbeziehung führen wollen. In der Folge „Windspiel“ lernt Alex erstmals seinen richtigen Vater kennen, welcher ihn, nachdem dieser Geld vom Kartell geklaut und für die Abbezahlung von seinen Schulden benutzt hatte, bei einer Pflegefamilie abgab. Als Alex erfährt, dass seine leibliche Mutter noch lebt, quittiert er seinen Dienst und macht sich auf den Weg nach Brasilien um sie dort kennenzulernen.
| Darsteller         | Rollenname              | Folgen        | Rolle                  |
| ------------------ | ----------------------- | ------------- | ---------------------- |
| Nick Julius Schuck | Felix Neubauer          | 268–269, 272  | Alex’ Stiefbruder      |
| Despina Pajanou    | Anna Mertens            | 268, 270, 272 | Alex’ Adoptivmutter    |
| Sina Tkotsch       | Jaqueline „Jackie“ Rath | 272           | Alex’ Stiefschwester   |
| Peter Benedict     | Frank Rickert           | 291           | Alex’ leiblicher Vater |

### Paul Renner

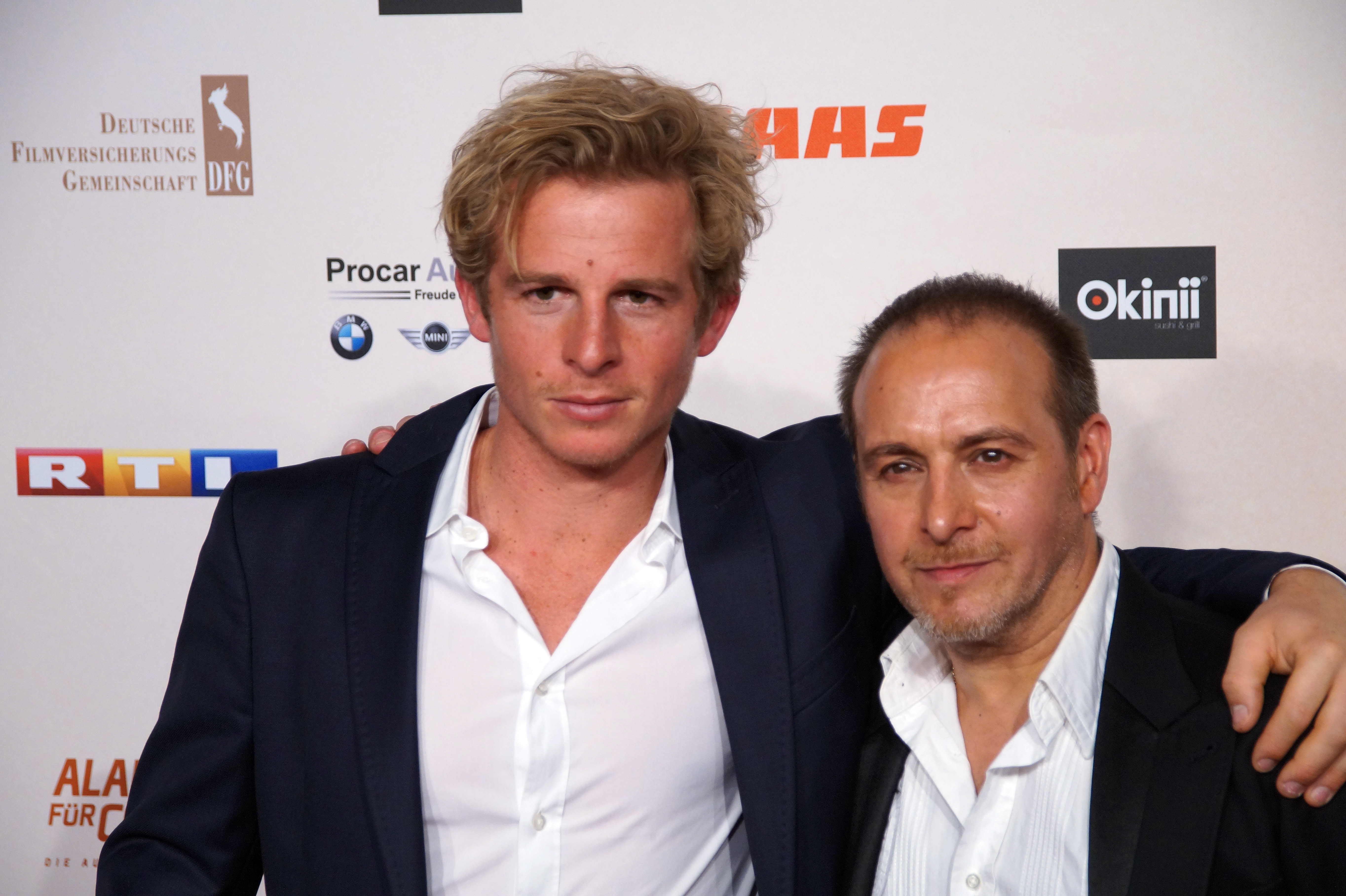
Daniel Roesner (links) und Erdoğan Atalay spielen Paul Renner und Semir Gerkhan

Paul Renner stößt in Episode 292 „Cobra, übernehmen Sie!“ zum Team hinzu. Er liebt alles, was mit Wassersport zu tun hat. In der Folge Treibjagd sind sein Vater und seine Nichte Emilia, Tochter von Pauls Schwester, zu sehen. Pauls Vater leidet an einer angehenden Demenzkrankheit. Am Ende der Folge Operation Midas kommen sich Jenny Dorn und Paul Renner im See sehr nahe. In den darauffolgenden Folgen ist das Verhältnis zwischen den beiden undefinierbar, da nicht genau klar ist, ob die beiden liiert sind oder nicht. In der Folge Showtime für Paul muss Paul als Stripper ermitteln. Paul hatte in der Folge Amnesie ein One-Night-Stand mit der angehenden Psychologin Ella. In der letzten Staffel wird sein Vater schwer dement und Paul entdeckt bei der Entrümpelung der Werkstatt seines Vaters eine Kiste mit Erinnerungsstücken mit Karten, Super-8-Filmen und Fotos an einen Traum für eine Reise nach Neuseeland. Nach einem Brand in der Werkstatt, welche komplett zerstört wird und einem fulminanten Showdown, beginnt Paul dennoch schwer verletzt die lange Reise mit seinem Vater an Bord eines Segelmotorbootes.
| Darsteller            | Rollenname   | Folgen                               | Rolle           |
| --------------------- | ------------ | ------------------------------------ | --------------- |
| Michael Brandner      | Klaus Renner | 293, 300, 321–322, 354, 358, 362–364 | Pauls Vater     |
| Letizia Caldi         | Emilia       | 293                                  | Pauls Nichte    |
| Ramona Kunze-Libnow   | Rita Renner  | 300, 354                             | Pauls Mutter    |
| Katharina Schlothauer | Lisa Gruber  | 321                                  | Pauls Schwester |

### Vicky Reisinger
Mit Kriminalkommissarin Victoria „Vicky“ Reisinger hat Semir Gerkhan erstmals eine Frau als Partnerin. Vicky ist vom PP Dortmund ins PP Köln gewechselt. Marc Schaffrath, ihr ehemaliger Kollege, ist zugleich ihr Ex-Freund. Sie lebt in einer WG mit Dana. Sie besitzt ein Gravelbike.

## Dienststellenleiter

### Übersicht
| Darsteller       | Rollenname          | Folge(n)        | Staffel     | Zeitraum       |
| ---------------- | ------------------- | --------------- | ----------- | -------------- |
| Almut Eggert     | Katharina Lamprecht | 1–15            | 1–2         | 1996–1997      |
| Charlotte Schwab | Anna Engelhardt     | 16–186 292, 299 | 3–24 39, 40 | 1997–2008 2016 |
| Katja Woywood    | Kim Krüger †        | 189–364         | 25–46       | 2009–2019      |
| Patrick Kalupa   | Roman Kramer        | 365–381         | 47–49       | 2020–2023      |
| Nicolas Wolf     | Max Tauber          | 365–            | 47–         | 2020–          |

### Katharina Lamprecht
Kriminaloberrätin Katharina Lamprecht war von Folge 1 bis 15 die erste Leiterin der Autobahnpolizei.

### Anna Engelhardt
Kriminaloberrätin Anna Engelhardt (* 8. Mai 1962) ist von Folge 16 bis 186 die Leiterin der Autobahnpolizeiwache und wird von allen nur „Chefin“ gerufen. Sie ist eine vorbildliche Vorgesetzte und steht hinter allen Aktionen ihrer Mitarbeiter, auch wenn sie diese nicht immer befürwortet. Oft werden durch die Ermittlungen Semirs und seiner Partner Teile der Autobahn Schauplätze schwerwiegender Unfälle und Regelverstöße bleiben ebenfalls nicht aus. In diesen Fällen hält Engelhardt ihnen den Rücken frei und sorgt dafür, dass die Ermittlungen normal weiterlaufen können. Da sie gute Beziehungen nach oben hat, kann sie für die Mitarbeiter ihrer Wache sehr schnell so manche Sondergenehmigung beschaffen.
Engelhardt ist ledig. Ihre Beziehung zu dem Immobilienmakler Philip endete tragisch. Er wurde von seiner gestörten, nicht leiblichen Tochter erschossen. Später hatte sie jedoch ein Verhältnis zu Tom Kranichs Vater „Frankie“ in der gleichnamigen Folge. Engelhardt hat noch eine Schwester namens Christina, die man in der Episode 138 „Kleine Schwester“ sehen konnte. In vielen Folgen wird ihr sehr gutes privates und berufliches Verhältnis zu Tom Kranich deutlich, was oft zu romantischen, aber auch unangenehmen Situationen führte.
Nachdem sich herausstellt, dass ein Liebhaber von Anna der Maulwurf eines Drogenhändlerrings beim LKA ist (durch den in der Folge Der Verrat mehrere Polizisten zu Tode kommen), beendet sie ihren Dienst als Kriminaloberrätin bei der Autobahnpolizei und wird als Kriminaldirektorin ins Innenministerium des Landes NRW versetzt, wo sie als Referentin tätig ist. Ihre Nachfolgerin wurde Kim Krüger.
Bereits in ihrer letzten Staffel trat Engelhardt nur noch wenig auf, in vielen Folgen der 22. DVD-Staffel wird erklärt, sie sei auf einer Dienstreise.
2016 taucht Anna Engelhardt wieder auf, als das Revier Semir zu 20 Jahren Autobahnpolizei beglückwünscht. Es stellt sich heraus, dass Anna Engelhardt für die Versetzung von Paul Renner zur Autobahnpolizei mitverantwortlich ist, indem sie Kim Krüger Paul Renner als neuen Partner von Semir vorstellt. Einen weiteren Auftritt hat sie in der Folge 299 (2016) Die Chefin, wo sie von Semir Gerkhan und Paul Renner aus der Psychiatrie befreit werden muss.
| Darsteller             | Rollenname           | Folge(n) | Rolle                      |
| ---------------------- | -------------------- | -------- | -------------------------- |
| Friderikke-Maria Hörbe | Christina Engelhardt | 138      | Anna Engelhardts Schwester |

### Kim Krüger

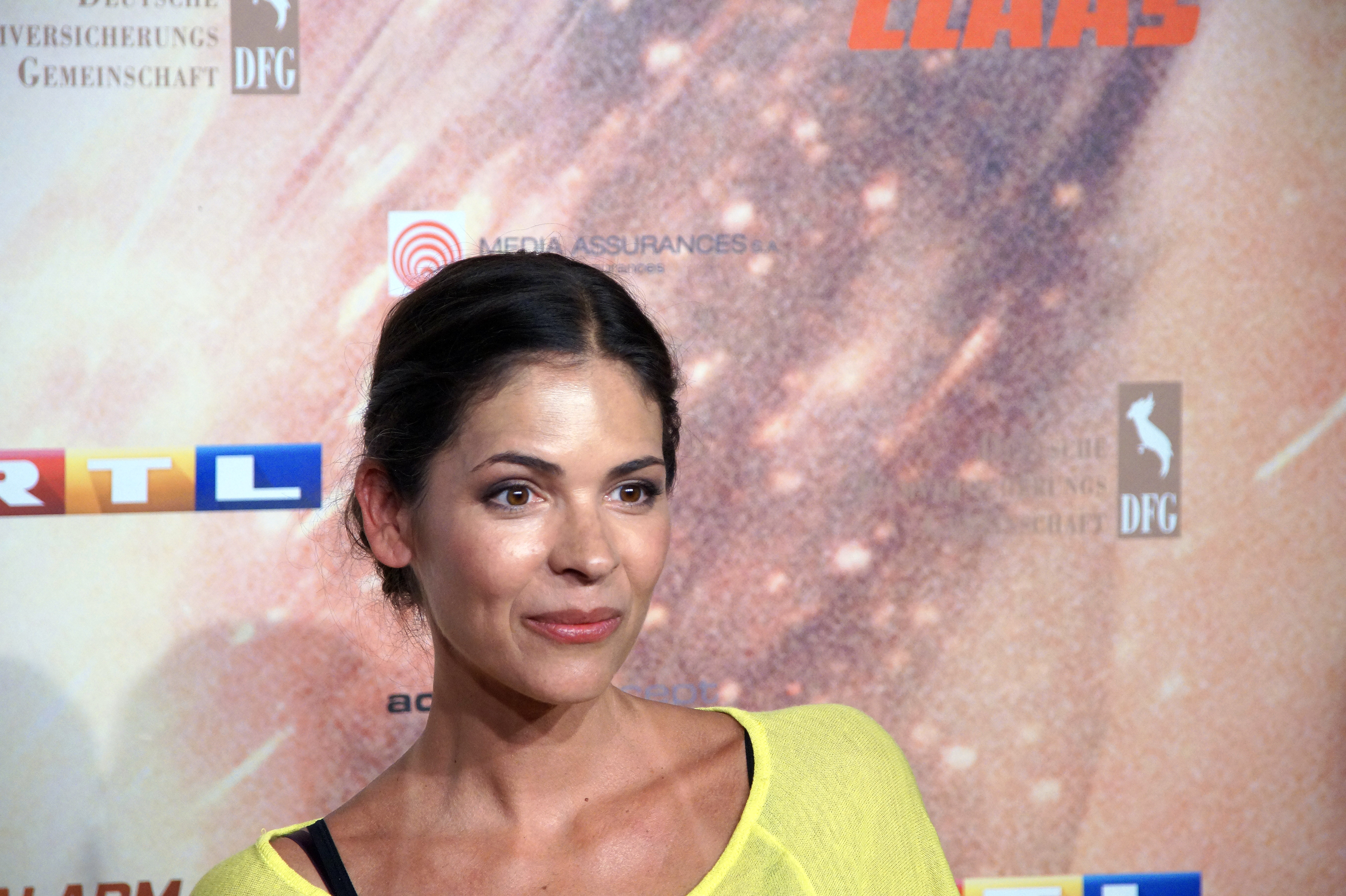
Katja Woywood (Kim Krüger)

Kriminaloberrätin Kim Anne-Marie Krüger war die Leiterin der Autobahnpolizeiwache und wurde von allen nur „Chefin“ gerufen. Sie war die Nachfolgerin von Anna Engelhardt. Nach anfänglichen Differenzen entwickelte sich ein sehr kollegiales Verhältnis zwischen ihr und ihren Mitarbeitern.
In der 189. Folge Im Aus begann sie ihren Dienst, nachdem es in den Folgen 187 und 188 keine Chefin gab.
Als Kind wuchs sie mit drei Brüdern, allerdings ohne Vater auf. Dieser war wegen mehrerer schwerer Einbrüche im Gefängnis. Wegen seines Verhaltens schlug sie die Laufbahn Polizistin ein, um sich so stark wie möglich von ihrem Vater zu distanzieren.
In der Folge „Der Panther“ verdächtigt Kim Krüger ihren Vater des Mordes; dies stellte sich jedoch als falsch heraus.
Während eines Polizeieinsatzes wurde ihr Kollege und Lebensgefährte erschossen; zu diesem Zeitpunkt war sie im dritten Monat schwanger, jedoch verstarb das Ungeborene. In den Folgen 216 (Der Angriff) und 295 (Zahltag) erscheint ihre Nichte Hanna.
Sie war mit Oberstaatsanwalt Sander liiert. Nachdem sie jedoch herausfindet was für ein Spiel er wirklich treibt, beendet sie die Beziehung und wird beinahe von diesem getötet.
Nach dem Tod der Polizeipräsidentin und einem Streit mit Semir wird sie zur neuen Polizeipräsidentin von Köln berufen.
In Folge 364 wird sie erschossen.
| Darsteller        | Rollenname        | Folge(n) | Rolle              |
| ----------------- | ----------------- | -------- | ------------------ |
| Wolf Roth         | Alexander Christo | 199      | Kim Krügers Vater  |
| Olga von Luckwald | Hanna Krüger      | 216      | Kim Krügers Nichte |
| Zoe Moore         | Hanna Krüger      | 295      | Kim Krügers Nichte |
| Thomas Schendel   | Leonard Krüger    | 295      | Kim Krügers Bruder |

### Roman Kramer
Roman Kramer ist Kriminaloberrat und neuer Leiter der Autobahnpolizei. Er sitzt im Rollstuhl. Kramer ist nach Episode 381 nicht mehr Leiter der Wache. Gründe werden nicht genannt.

### Max Tauber
Max ist Polizeikommissar und Zivilfahnder. Er ist mit Dana Gerkhan verlobt. In Episode 381 Schutzlos wird sein und Danas Sohn Theo geboren. In Episode 382 Kein Kinderspiel wird er zum Leiter der Autobahnpolizei befördert.

## Polizisten

### Übersicht
| Darsteller         | Rollenname                 | Folge(n)                                                                                                | Staffel      | Zeitraum  |
| ------------------ | -------------------------- | --- | ------------ | --------- |
| Günter Schubert    | Thomas Rieder              | 1–4 | 1            | 1996      |
| Claudia Balko      | Anja Heckendorn            | 1–8 | 1            | 1996      |
| Uwe Büschken       | Marcus Bodmar              | 1, 5–9                                                                                                  | 1            | 1996      |
| Matthias Freihof   | Jochen Seyfert             | 2–9 | 1            | 1996      |
| Sven Riemann       | Manfred Maier-Hofer        | 10–14                                                                                                   | 2            | 1997      |
| Dietmar Huhn       | Horst „Hotte“ Herzberger † | 10–223                                                                                                  | 2–30         | 1997–2011 |
| Gottfried Vollmer  | Dieter Bonrath †           | 16–276                                                                                                  | 3–37         | 1997–2015 |
| Katrin Heß         | Jennifer „Jenny“ Dorn      | 219–330, 337–364                                                                                        | 29–42, 44–46 | 2011–2019 |
| Tesha Moon Krieg   | Dana Gerkhan, geb. Wegener | 223 | 30           | 2011      |
| Gizem Emre         | Dana Gerkhan, geb. Wegener | 274, 276, 279, 282–283, 289, 291–292, 307–311, 314–318, 326, 328, 331–332, 338, 342, 347–349, 351, 353– | 36–          | 2014–     |
| Lion Wasczyk       | Finn Bartels               | 300–362                                                                                                 | 40–46        | 2016–2019 |
| Christopher Patten | Marc Schaffrath            | 365–378                                                                                                 | 47           | 2020–2021 |
| Monika Oschek      | Silke Rauhbach             | 382– | 50–          | 2025–     |
| Tom Keune          | Andreas „Andi“ Bärenfänger | 382– | 50–          | 2025–     |

### Horst Herzberger

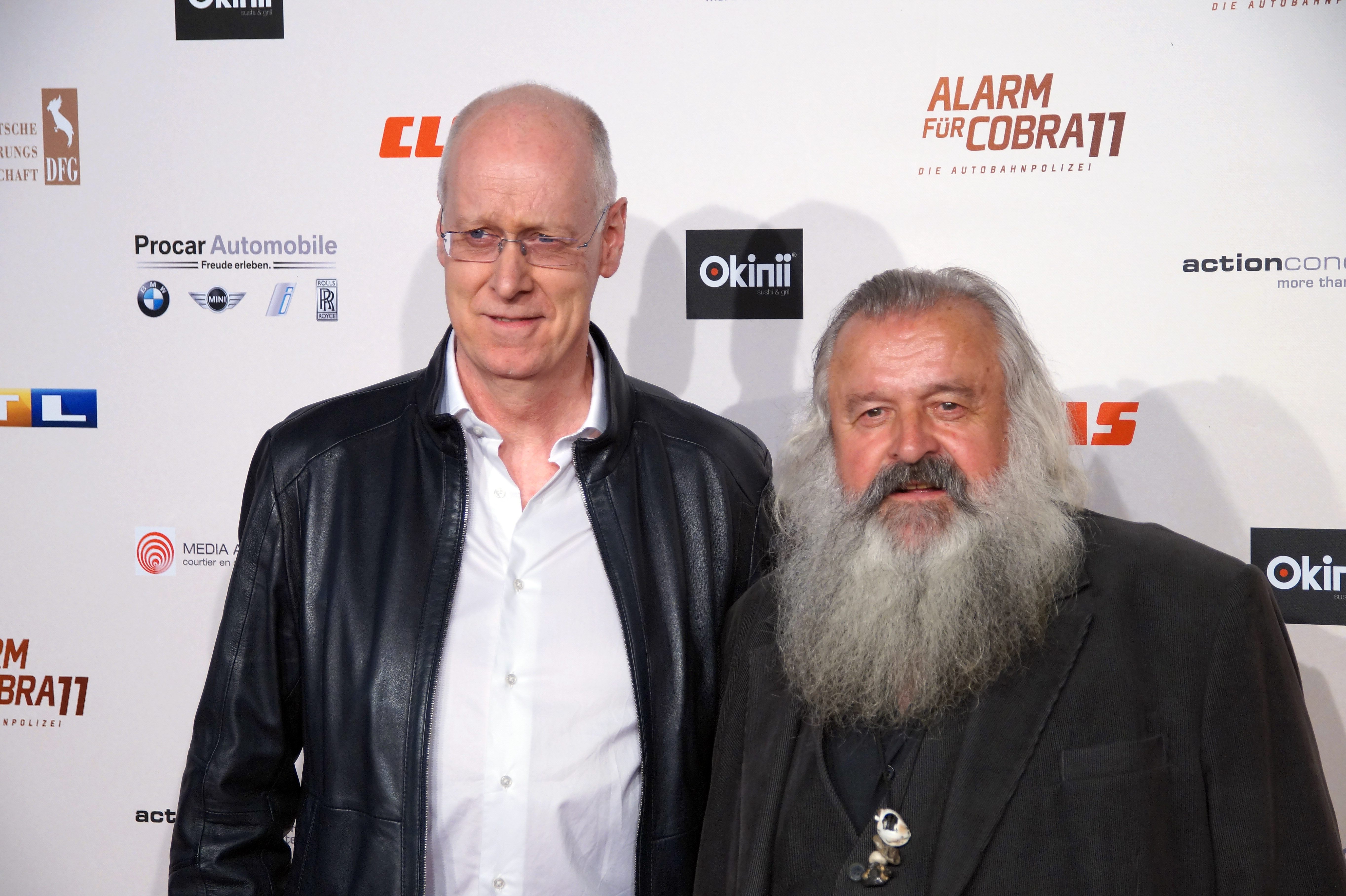
Gottfried Vollmer und Dietmar Huhn spielten Dieter Bonrath und Horst Herzberger

Polizeikommissar Horst „Hotte“ Herzberger war Polizist und Partner von Dieter Bonrath. In Folge 85 (Tödliche Kunst) versuchte sich Hotte als Leiter der Autobahnpolizeiwache mit Anzug und Krawatte, da sich Anna Engelhardt zu diesem Zeitpunkt im Krankenhaus befand und ihre eigentliche Vertretung, Semir Gerkhan, mit dem Fall beschäftigt war. Er gab seine Position allerdings aufgrund von Überforderung während der Folge wieder an Semir ab. In Folge 91 lehnte er ein Angebot des Innenministeriums, vorzeitig in Pension zu gehen, ab. In der Folge Unter Druck vertritt Hotte erneut die Chefin. Auch hier kleidet er sich mit Anzug und Krawatte. Semir war zwar als Stellvertreter verantwortlich gewesen, musste jedoch den Posten wegen der Verwicklung in dem aktuellen Fall abgeben. Obwohl Hotte in Folge 223 (72 Stunden Angst) in Pension gehen will, beteiligt er sich noch an einem Einsatz, bei dem er Ben das Leben rettet und selbst angeschossen wird. Er stirbt kurz darauf.
| Darsteller  | Rollenname          | Folge(n) | Rolle           |
| ----------- | ------------------- | -------- | --------------- |
| Regine Lutz | Elfriede Herzberger | 122      | „Hottes“ Mutter |

### Dieter Bonrath
Polizeihauptmeister bzw. Polizeikommissar Dieter Bonrath war Polizist und Partner von Hotte und Jenny. Seine Frau hatte ihn und seinen Sohn Jochen verlassen. In Folge 90 saß Dieter mit diesem zusammen auf einer Zeitbombe. Er war eng mit Hotte, seinem Einsatzpartner, befreundet. Die ständigen Probleme der beiden miteinander waren ein wiederkehrendes Element der Serie, bis Hotte in Folge 224 starb. Seine neue Partnerin war Jenny, mit der er sich ebenfalls gut verstand. Bonrath wurde in Folge 276 erschossen. Er opferte sich bei einer Schießerei mit anschließender Explosion eines Polizeiautos für Jenny und schaffte es so nicht mehr rechtzeitig in Sicherheit.
| Darsteller              | Rollenname     | Folge(n) | Rolle        |
| ----------------------- | -------------- | -------- | ------------ |
| Jona Mues               | Jochen Bonrath | 90, 124  | Dieters Sohn |
| Tillbert Strahl-Schäfer | Jochen Bonrath | 136, 208 | Dieters Sohn |

### Jenny Dorn

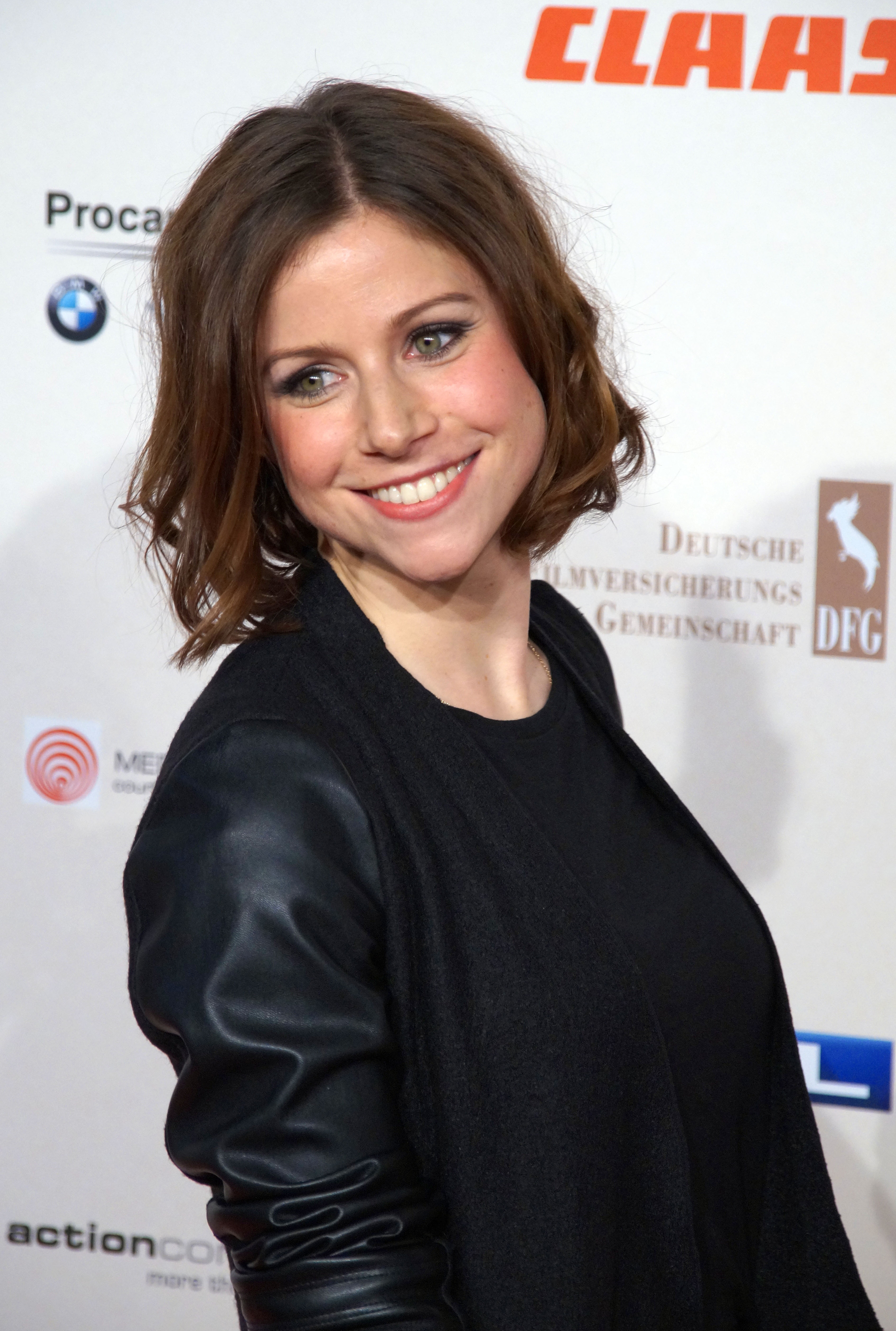
Katrin Heß (Jenny Dorn)

Kriminaloberkommissarin Jennifer „Jenny“ Dorn ist Polizistin und war die Partnerin von Dieter Bonrath. Sie hat einen älteren Bruder namens Patrick, der Spitzenradrennfahrer ist und in ihrer ersten Folge sowie in der Folge Amnesie vorkommt. Seit den Folgen in Staffel 17 und 18 war sie mit Hartmut Freund liiert. In Folge 276 ist Jenny nur knapp dem Tod entkommen. Ihr Partner Dieter Bonrath starb jedoch in dieser Folge, als er sich für Jenny opferte, Jenny befand sich daraufhin bei Dr. Isabelle Frings in Therapie, die sie erfolgreich abschloss. Jennys Vater Martin erscheint in der Folge Der Königsmörder, in der er von einem Auftragsmörder gejagt wird. Sie war mit ihrem Kollegen Paul Renner liiert. Nach einem Profiler-Lehrgang in der 22. Staffel erhält sie ein Job-Angebot beim FBI und wandert daraufhin in die USA aus. In der Folge Most Wanted wird sie verdächtigt, ihren Ex-Freund ermordet zu haben und flieht nach Budapest in Ungarn. Am Ende der Folge steht fest, dass sie in das Cobra-Team zurückkehrt. Seit der Folge Bombenstimmung (2018) war Jenny Dorn wieder im Dienst der Autobahnpolizei. Sie verlässt die Serie ohne Grund, zusammen mit Finn.
| Darsteller    | Rollenname   | Folge(n) | Rolle         |
| ------------- | ------------ | -------- | ------------- |
| Raúl Richter  | Patrick Dorn | 219      | Jennys Bruder |
| Joshua Grothe | Patrick Dorn | 344      | Jennys Bruder |
| Robert Lohr   | Martin Dorn  | 315      | Jennys Vater  |

### Dana Gerkhan
Dana Gerkhan geb. Wegener ist die Tochter von Semir Gerkhan und Nazan Wegener. Dana taucht erstmals im Pilotfilm „72 Stunden Angst“ auf, in ebendieser Folge erfährt ihr Vater Semir erst von ihr. Dana lebte bis zur Folge 274 „Auf eigene Gefahr“ bei ihrer Mutter und deren Freund Tom. In dieser Folge jedoch kommen beide ums Leben. Daraufhin zieht Dana zu ihrem Vater. Nach einem Praktikum bei der Autobahnpolizei beginnt Dana ihr Studium zur Polizistin. Inzwischen ist sie Polizeikommissarin. Dana lebt in einer WG mit Vicky Reisinger und ist mit Max Tauber verlobt. In Episode 381 Schutzlos wird ihr und Max’ Sohn Theo geboren.
| Darsteller    | Rollenname     | Folge(n) | Rolle            |
| ------------- | -------------- | -------- | ---------------- |
| Dorka Gryllus | Nazan Wegner † | 223, 274 | Danas Mutter     |
| Michael Roll  | Tom Wegner †   | 223, 274 | Danas Stiefvater |

### Finn Bartels
Finn Bartels kam frisch von der Polizeischule ins Team und wurde Partner von Jenny und Dana. Finn hat eine Schwester Luisa, die in Folge 307 Der Ernst des Lebens in Erscheinung trat. Er verlässt die Serie ohne Grund, zusammen mit Jenny.
| Darsteller    | Rollenname    | Folge(n) | Rolle           |
| ------------- | ------------- | -------- | --------------- |
| Muriel Wimmer | Luisa Bartels | 307      | Finns Schwester |

### Marc Schaffrath
Marc ist Kriminalkommissar des PP Dortmund. Er ist Vickys Ex-Partner und Ex-Freund.

## Sekretärinnen

### Übersicht
| Darsteller    | Rollenname                   | Folge(n)        | Staffel     | Zeitraum  |
| ------------- | ---------------------------- | --------------- | ----------- | --------- |
| Nina Weniger  | Regina Christmann            | 10–15           | 2           | 1997      |
| Carina Wiese  | Andrea Gerkhan, geb. Schäfer | 16–204, 223–355 | 3–27, 30–46 | 1997–2019 |
| Martina Hill  | Petra Schubert               | 144–158         | 19–21       | 2006–2007 |
| Daniela Wutte | Susanne König                | 158–361         | 21–46       | 2007–2019 |

### Andrea Gerkhan

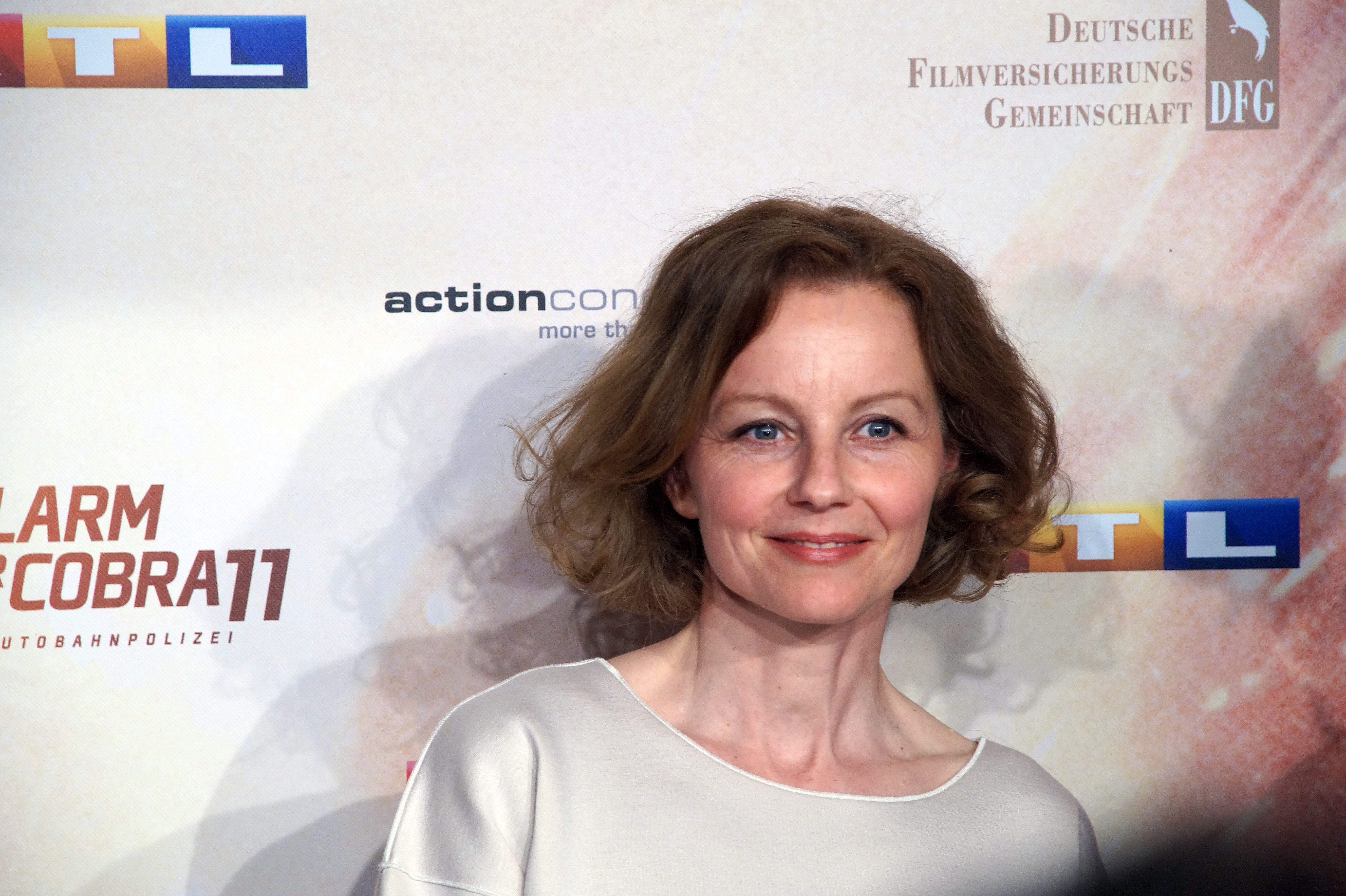
Carina Wiese (Andrea Gerkhan)

Andrea Gerkhan geb. Schäfer, die frühere Dienststellensekretärin, ist mit Semir verheiratet und hat zwei Töchter mit ihm. Sie hat außerdem eine Schwester. Andrea war anfangs immer mal mit Semir zusammen und dann wieder auseinander. 2004 heiraten sie schließlich (Folge 116 „Für immer und ewig“). Nach ihrer ersten Schwangerschaft gibt sie ihren Posten als Sekretärin ab und ist zunächst Hausfrau. Später nimmt sie einen Job als Betreuerin in einem Jugendheim an. Zu Beginn der 2013er Herbststaffel verlässt sie samt Kindern Semir, da sie sich in einen neuen Mann verliebt. Jedoch bemerkt sie, dass sie mit ihrem neuen Lebensgefährten doch keine gemeinsame Zukunft haben kann. In der Folge „1983“ wird sie von Semir geschieden. Seit der Folge „Die letzte Nacht“ in der Herbststaffel 2014 ist Andrea wieder mit Semir zusammen. Im Herbst 2015 ziehen sie wieder zusammen. In der 314. Episode (2017 – „Gefangen“) macht ihr Ex-Mann und Lebensgefährte Semir ihr erneut einen Heiratsantrag. In Episode 318 (2017 – „Jenseits von Eden“) heiratet sie Semir schließlich erneut. Später arbeitet sie für Oberstaatsanwältin Dr. Isolde Maria Schrankmann
| Darsteller                 | Rollenname          | Folge(n)      | Rolle             |
| -------------------------- | ------------------- | ------------- | ----------------- |
| Floriane Daniel            | Kathrin Schäfer     | 22            | Andreas Schwester |
| Peggy Lukac                | Margot Schäfer      | 116           | Andreas Mutter    |
| Christine Schmidt-Schaller | Margot Schäfer      | 318           | Andreas Mutter    |
| Henry van Lyck             | Hans-Hubert Schäfer | 116           | Andreas Vater     |
| Rüdiger Joswig             | Hans-Hubert Schäfer | 318           | Andreas Vater     |
| Kai Scheve                 | Robert              | 257, 261, 263 | Andreas Ex-Freund |

### Petra Schubert
Sekretärin Petra Schubert tauchte erstmals in Folge 144 auf, in der sie vor ihrem ehemaligen Chef flüchtet, da sie etwas gesehen hat, das sie nicht hätte sehen sollen. Nachdem der Fall gelöst worden ist, bekommt sie das Angebot, als Sekretärin für die Autobahnpolizei zu arbeiten und nimmt an.
In der Pilotfolge der 11. Staffel sieht man, dass Tom Kranich und Petra nun ein Paar sind. In der gleichen Folge stirbt Tom Kranich, woraufhin sich Petra Schubert um eine Versetzung bemüht. Seit Folge 159 ist sie nicht mehr zu sehen und wurde von Susanne König abgelöst.

### Susanne König

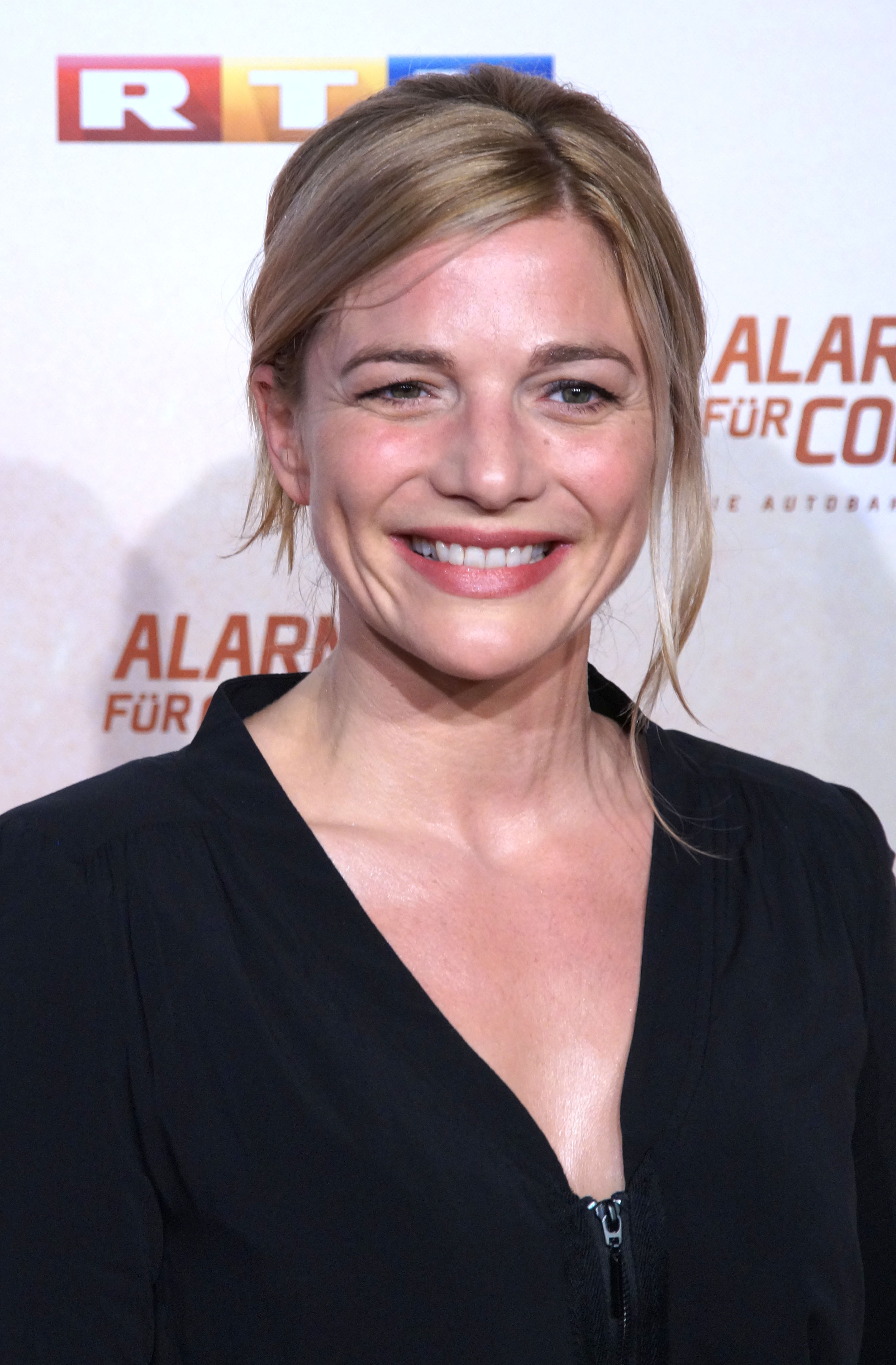
Daniela Wutte (Susanne König)

Dienststellensekretärin Susanne König ist die Nachfolgerin von Petra Schubert. In der Folge Rattennest wird bei einer Überwachung der Vater von Susanne, Norbert König, erschossen. Im Verlauf der Folge stirbt auch ihr Onkel. Später stellt sich heraus, dass beide, im Auftrag der russischen Botschaft, von einer Kollegin ermordet worden sind.
Mit Ben und Semir verbindet sie ein freundschaftliches Verhältnis. Zudem ist sie die beste Freundin von Andrea Gerkhan. In der Folge Im Aus wird sie der „fahrlässigen Tötung in Tateinheit mit Alkohol am Steuer“ beschuldigt und muss mit Bens und Semirs Hilfe vor den Kollegen der Kripo Köln fliehen. Der Tatverdacht stellt sich jedoch als unbegründet heraus. In der Folge Spiel mit dem Feuer kommt heraus, dass sie schwanger ist, der Vater ist der Feuerwehrmann Tommy Gernhardt, der jedoch am Ende derselben Folge ins Gefängnis geht. Ihr Sohn, den sie schließlich Friedrich nennt, wird in der 292. Folge Cobra, übernehmen Sie geboren.
In der Folge Auf Bewährung kündigt sie bei der Autobahnpolizei und unterschlägt zuvor noch Beweismittel und 500.000 Euro in Kryptowährung. Anschließend wandert sie mit ihrem Sohn Friedrich und ihrem Freund Tommy nach Hawaii aus.
| Darsteller   | Rollenname      | Folge(n) | Rolle           |
| ------------ | --------------- | -------- | --------------- |
| Jörg Panknin | Norbert König † | 168      | Susannes Vater  |
| Ben Braun    | Tommy Gernhardt | 278, 360 | Susannes Freund |

## KTU

### Übersicht
| Darsteller   | Rollenname     | Folge(n)    | Staffel | Zeitraum  |
| ------------ | -------------- | ----------- | ------- | --------- |
| Niels Kurvin | Hartmut Freund | 98, 114–361 | 14–46   | 2003–2019 |

### Hartmut Freund
Der junge KTU-Beamte Polizeikommissar Hartmut Freund ist hochintelligent. Obwohl er Semir und seinen Partner mit seinem Fachlatein oft überfordert, hat er trotzdem ein recht freundschaftliches Verhältnis zu den Kommissaren und wird von ihnen wegen seiner Erfolge bei der Spurensicherung sehr geschätzt. Er hat eine jüngere Schwester namens Jessica, mit welcher er keinen Kontakt hatte. Als er ihr in einer Folge das Leben rettet, bessert sich das Verhältnis zwischen den beiden wieder. Außerdem besitzt Hartmut einen getunten Toyota Supra, den er liebevoll Lucy nennt. In einigen Folgen z. B. „En Vogue“ fährt er einen DeLorean DMC-12, die legendäre Zeitmaschine aus Zurück in die Zukunft. Seinen Dienst bei der Autobahnpolizei beginnt er als Partner von Semir nach Toms erstem Abgang. Da er allerdings – nach Semirs Meinung – davon nichts versteht, wird Jan Semirs neuer Partner und Hartmut als Genie in die Kriminaltechnische Untersuchung versetzt. Seit Jans Einstand hilft Hartmut von dort aus regelmäßig Semir und seinem Partner.
In den Staffeln 17 und 18 war er mit Jenny Dorn liiert, die Beziehung wird aus einem unbekannten Grund beendet. Er wohnt in Köln.
| Darsteller     | Rollenname     | Folge(n) | Rolle              |
| -------------- | -------------- | -------- | ------------------ |
| Lisa Brühlmann | Jessica Freund | 227      | Hartmuts Schwester |

## Weitere (Behördenmitarbeiter)

### Übersicht
| Darsteller         | Rollenname                   | Folge(n) | Staffel                                           | Zeitraum             | Bemerkungen                                    |
| ------------------ | ---------------------------- | --- | ------------------------------------------------- | -------------------- | ---------------------------------------------- |
| Kerstin Thielemann | Dr. Isolde Maria Schrankmann | 120, 123, 138, 145, 158, 162, 181, 184, 206, 211, 226, 236, 244, 256, 261, 268, 276, 295, 306, 308, 313, 316, 325, 339, 344–345 | 16, 18–19, 21, 24, 27–28, 30–31, 33–37, 39–42, 44 | 2004–2008, 2010–2018 | Oberstaatsanwältin                             |
| Axel Stein         | Kai „Turbo“ Schröder         | 214, 226 | 28, 30                                            | 2010–2011            | Polizist/Polizeikommissar-Anwärter             |
| Daniel Roesner     | Andreas „Tacho“ Tachinski    | 214, 226 | 28, 30                                            | 2010–2011            | Polizist/Polizeikommissar-Anwärter             |
| Mathias Herrmann   | Dr. Thomas Sander †          | 277–285 | 37–38                                             | 2015                 | Oberstaatsanwalt, Ex-Freund von Kim Krüger     |
| Susan Hoecke       | Dr. Isabel Frings †          | 277–284 | 37–38                                             | 2015                 | Polizeipsychologin                             |
| Inez Bjørg David   | Dr. Nela Stegmann            | 283–284, 286 | 38                                                | 2015                 | Rechtsmedizinerin, Ex-Freundin von Alex Brandt |

### Dr. Isolde Maria Schrankmann
Frau Dr. Schrankmann ist die leitende Oberstaatsanwältin der Staatsanwaltschaft Köln. Sie droht Semir und seinem Partner immer wieder mit Dienstaufsichtsverfahren, weil diese sich immer wieder gegen sie stellen. Zum Schluss können die Fälle jedoch immer aufgeklärt werden. Dr. Schrankmann hat zwei Töchter, Heike Maria und Charlotte. Heike Maria Schrankmann studiert Jura und möchte auch Staatsanwältin werden.
| Darsteller        | Rollenname                     | Folge(n) | Rolle                             |
| ----------------- | ------------------------------ | -------- | --------------------------------- |
| Pauline Angert    | Heike-Maria Schrankmann        | 256      | Isolde Maria Schrankmanns Tochter |
| Julie Engelbrecht | Charlotte „Summer“ Schrankmann | 313      | Isolde Maria Schrankmanns Tochter |

## Weitere (Andere)

### Übersicht
| Darsteller         | Rollenname              | Folge(n)                                                 | Staffel        | Zeitraum  | Bemerkungen                                                                |
| ------------------ | ----------------------- | -------------------------------------------------------- | -------------- | --------- | -------------------------------------------------------------------------- |
| Loulou Rhemrev     | Mareike Vanstraaten     | 1–4, 9                                                   | 1              | 1996      | Ex-Freundin von Frank Stolte, Besitzerin der Autobahnraststätte „Waldenau“ |
| Simone Bicking     | Erika                   | 2–3, 8–9                                                 | 1              | 1996      | Kellnerin in der Autobahnraststätte „Waldenau“                             |
| Lena Sabine Berg   | Maria                   | 10, 13, 15                                               | 2              | 1997      | Besitzerin der Autobahnraststätte „Stolper Heide“                          |
| Irmelin Beringer   | Jeanette                | 16–17, 19–21, 28, 31–32, 34                              | 3–5            | 1997–1998 | Besitzerin der Autobahnraststätte „Stolper Heide“                          |
| Sanja Spengler     | Iris                    | 25, 27, 30                                               | 4              | 1998      | Besitzerin der Autobahnraststätte „Stolper Heide“                          |
| Markus H. Eberhard | Kai-Uwe Schröder        | 84, 106, 112, 116, 119, 121, 123–124, 126, 133, 136, 154 | 12, 14–18, 20  | 2002–2006 | Imbissverkäufer/Detektiv                                                   |
| Oliver Pocher      | Oliver „Sturmi“ Sturm † | 195, 210, 223, 239                                       | 26, 28, 30, 32 | 2009–2012 | Weltaufklärer                                                              |

### Kai-Uwe Schröder
Currywurstverkäufer Kai-Uwe Schröder taucht zum ersten Mal in Folge 84 auf, in welcher er mit gestohlenen Computern handelt. Im weiteren Verlauf hat er zunächst als erfolgloser Privatdetektiv und später (ab
Episode 97) als Currywurstverkäufer hin und wieder mit den Polizisten zu tun. In der Folge „Showdown“ nennt er sich Rocco Spillane und führt seine eigene Bar. Doch taucht er allerdings seit Folge 154 nicht mehr auf.

### Oliver Sturm
Weltaufklärer Oliver „Sturmi“ Sturm tritt erstmals in der Pilotfolge der 14. Staffel auf, in der er Semir und Ben vom nahen Ende der Welt berichtet. Anschließend tritt er in allen darauffolgenden Pilotfilmen bis Staffel 30 (DVD) auf. Er verstarb in der Pilotfolge der 17. Staffel (Engel des Todes), als ihm jemand einen Dolch in sein Herz rammte. Oliver Sturm war Gründer der Gesellschaft für Weltaufklärung und beschäftigte sich mit den verschiedenen Verschwörungstheorien. Er half den Kommissaren in mehreren Pilotfilmen mit Hintergrundwissen wie beispielsweise zum Projekt Taurus. Sein Fahrzeug war ein alter VW-T1-Bus. In der Folge Der Anschlag wird gezeigt, dass er eine kleine Schwester hatte.